# Roy Thinnes
Roy Thinnes est un acteur américain, né le 6 avril 1938 à Chicago, Illinois (États-Unis), célèbre pour avoir interprété le rôle de David Vincent dans la série télévisée Les Envahisseurs.

## Biographie
Roy Thinnes est né à Chicago dans l'Illinois. Il s'installe à Hollywood dans le but de devenir acteur et a des petits rôles dans des soap opera comme The Psychiatrist (en), The Eleventh Hour (en), The Reporter (en). Remarqué pour sa ressemblance avec Paul Newman, il est engagé par un producteur pour interpréter le rôle de Ben Quick dans The long hot summer (en), une série diffusée sur ABC en 1965 et 1966. Ce rôle lui permet d'acquérir une certaine notoriété et il fera même la couverture de TV Guide (9-15 avril 1966).
En 1967, Roy Thinnes obtient le rôle de l'architecte David Vincent dans la série The Invaders (Les Envahisseurs). La série n'est pas un succès dans son pays d'origine mais connaît un triomphe en France.
En 1976, il est pressenti pour tourner avec Alfred Hitchcock dans Complot de famille, mais est remplacé par William Devane.
En 1987, il passe sur TF1 dans une émission de Patrick Poivre d'Arvor et évoque un projet de téléfilm qui donnera une suite à la série Les Envahisseurs, mais le rachat de la chaine ABC par Capital Cities annula ce projet. Roy Thinnes apparaît en 1995 dans Le Retour des envahisseurs de Paul Shapiro, mais il n'y tient qu'un rôle secondaire et le projet de série prévu à la suite de ce reboot est annulé.
En 1991, il apparaît dans un spot publicitaire pour les caméscopes Hitachi.
En 1993, il est passé dans l'émission Coucou c'est nous !, avec Christophe Dechavanne.

## Vie privée
Roy Thinnes s'est marié quatre fois et a cinq enfants :
- avec Barbara Edna Ainslee du 30 mars 1962 à 1967, avec laquelle il a eu un enfant ;
- avec Lynn Loring de 1967 à 1984, avec laquelle il a eu deux enfants : Christopher Dylan Thinnes né en 1969 et Casey Thinnes née en 1974[6] ;
- avec Katherine Smythe de 1987 au 14 mars 2001, avec laquelle il a eu deux enfants ;
- avec Stephanie Batailler en 2005[7].

## Filmographie

### Cinéma
- 1969 : Danger, planète inconnue (Doppelgänger) de Robert Parrish : Colonel Glenn Ross
- 1973 : Charley le borgne (Charley One-Eye) de Don Chaffey : l'indien
- 1974 : 747 en péril (Airport 1975) de Jack Smight : Urias
- 1975 : L'Odyssée du Hindenburg (The Hindenburg) de Robert Wise : Martin Vogel
- 1987 : Mind Benders : Principal Borden
- 1989 : Terreur sur le campus (Rush Week) : Dean Grail
- 2001 : Un homme d'exception (A Beautiful Mind) de Ron Howard : Gouverneur
- 2005 : The Eyes of Van Gogh : Dr Peyron
- 2007 : Broken English de Zoe Cassavetes : Peter Andrews

### Télévision
- 1958 : Peter Gunn :  The man with the scar
- 1962 : Les Incorruptibles (The Untouchables)  S04E19 "Œil pour Œil"
- 1963 : Hôpital central ("General Hospital") : Dr Phil Brewer #1 (1963-1966)
- 1965 : Un été long et chaud (The Long, Hot Summer) : Ben Quick (1965-1966)
- 1965 : Twelve O'Clock High :
  - Major Jake Hays épisode "In search of my enemy" (janvier 1965)
  - Capitaine Pridie épisode "A distant cry" (octobre 1966)
- 1966 : Sur la piste du crime (The FBI) : Larry Drake (Saison 2 épisode "L'évasion" (The Escape) - Inédit en France
- 1966 : Le Fugitif : (The Fugitive) : Carl Crandall (Saison 4 épisode Le vin est un traître" (Wine is a traitor) - Inédit en France
- 1967 : Les Envahisseurs (The Invaders) : David Vincent
- 1970 : The Other Man : Johnny Brant
- 1971 : The Psychiatrist: God Bless the Children : Dr James Whitman février à septembre 1971
- 1971 : Black Noon : Reverend John Keyes
- 1976 : Chasseur d'homme (The Manhunter) : David Farrow
- 1973 : The Horror at 37,000 Feet : Alan O'Neill
- 1973 : La Voix du vampire (The Norliss Tapes) : David Norliss
- 1973 : Satan's School for Girls (en) : Dr Joseph Clampett
- 1973 : Death Race (en) : Arnold McMillan
- 1977 : Secrets : Herb Fleming
- 1977 : Code Name: Diamond Head : Johnny Paul
- 1977 : Voyage dans l'inconnu (Tales of the Unexpected) : Frank Harris
- 1979 : Exécutions sommaires (Stone) : Detective Cliff Bell
- 1979 : Tant qu'il y aura des hommes (From Here to Eternity) (premier feuilleton télévisé) : Capt. Dana Holmes
- 1979 : Return of the Mod Squad : Dan
- 1980 : Tant qu'il y aura des hommes (From Here to Eternity) (deuxième feuilleton télévisé) : Capt. Maj. Dana Holmes
- 1981 : Freedom : Michael
- 1981 : Scruples : Hall
- 1981 : Sizzle : Wheeler
- 1981 : Falcon Crest (Falcon Crest) : Nick Hogan (1982-1983)
- 1984 - 1985: On ne vit qu'une fois (One Life to Live) : Alex Coronol (aka Alex Crown)
- 1985 : Les Routes du paradis (La Bonne Étoile) : Howard Seller
- 1985 : Arabesque (Murder She Wrote) (saison 2 épisode 8) (série TV) : Lieutenant Ted Misko
- 1987 : Arabesque (Murder She Wrote) (saison 4 épisode 9) (série TV)
- 1989 : Dark Holiday : Jimmy
- 1991 : La Malédiction de Collinwood (Dark Shadows) (série TV)
- 1990 : Blue Bayou : Barry Fontenot
- 1991 : Arabesque (Murder She Wrote) (saison 7 épisode 15 "Contrôle fiscal") : J. K. Davern
- 1991 : Une femme indésirable (An Inconvenient Woman) : Sims Lord
- 1992 : Lady Against the Odds
- 1992 : Stormy Weathers (en) : Andrew Chase
- 1992 - 1995 : General / Professor Sloan Carpenter
- 1995 : X-Files (saison 3, épisode 24 Anagramme : Jeremiah Smith
- 1995 : X-Files (saison 4, épisode 1 : Tout ne doit pas mourir : Jeremiah Smith
- 1995 : Le Retour des envahisseurs (The Invaders) : David Vincent
- 1996 : Phase terminale (Terminal)
- 1997 : New York, police judiciaire (saison 7, épisode 23) : Victor Panatti
- 1999 : New York, police judiciaire (saison 9, épisode 11) : Mr. Kushner
- 2000 : Bar Hopping (en) : Man with Cassandra
- 2001 : X-Files (saison 8, épisode 14 : Espérance) : Jeremiah Smith
- 2001 : New York, section criminelle (Law & Order: Criminal Intent) (saison 1, épisode 4) : Sheridan Beckworth
- 2002 : New York, unité spéciale (saison 3, épisode 20) : Curtis Johansen
- 2002 : Oz : Leader des Aryens